# K-On!
K-On! (けいおん! Keion!) er en japansk humoristisk fire-billeders mangaserie skrevet og tegnet af Kakifly. Mangaen gik i Houbunshas seinen-magasin Manga Time Kirara mellem maj 2007 og oktober 2010-udgaverne og er efterfølgende samlet i fire bind. Den gik også i Houbunsha's magasin Manga Time Kirara Carat. Mangaen blev genoptaget fra april 2011 til juni 2012 med to separate historier i hhv. Manga Time Kirara og Manga Time Kirara Carat, der blev udgivet i hver deres bind i efteråret 2012. Mangaen er ikke oversat til dansk, men Yen Press har oversat alle seks bind til engelsk og Carlsen til tysk.
En animeserie i 13 afsnit baseret på mangaen blev produceret af Kyoto Animation, blandt andet kendt for store successer som Haruhi Suzumiya no Yuutsu og Lucky Star, og sendt i Japan fra april til juni 2009. Et yderligere afsnit udsendtes som original video animation (OVA) i januar 2010. En anden sæson på 26 afsnit, med titlen K-On!! (med to udråbstegn) blev udsendt i Japan fra april til september 2010 med en opfølgende OVA-afsnit i marts 2011. En animefilm fik derudover premiere i Japan 3. december 2011.
Seriens titel kommer fra det japanske ord for underholdningsmusik, keiongaku (軽音楽), der i japansk sammenhæng minder om popmusik.

## Plot
Serien starter med at følge en af hovedpersonerne i serien, Yui. Yui er lige startet i high school og kender stort set ingen på sin nye skole. Hun skal slutte sig til en klub, men hun er hverken god til sport eller til musik. I sin søgen møder hun "The Light Music Club". De mangler et sidste medlem, før de kan blive accepteret som en egentligt klub. Klubben er ivrige efter at få Yui med i deres klub, så klubben ikke holder op med at eksistere. De tager alle midler i brug. De lokker Yui med kager, og da Yui hører dem spille, synes hun, at de er så tilpas dårlige, at hun gerne vil lære at spille guitar i deres band.
Serien fortsætter som en klassisk "Slice of Life" anime og centrerer sig omkring pigerne i "The Light Music Club" og deres daglige klubaktiviteter, som oftest ender med mere spisen kagen end egentlige musiske aktiviteter. I løbet af serien finder man pigerne i forskellige situation, hvor de blandt andet skal forberede sig til deres koncerter, tager på ture til stranden og de enormt stressende eksamensperioder, der påvirker nogle af karaktererne mere end andre. Gradvist bliver Yui bedre og mestrer til en hvis grad guitarens strenge. Deres klub stiller op til den årlige skolefestival, og de bliver alle et hit.
Serien varer helt fra de starter i high school og til de alle graduerer og kommer videre sammen på universitetet.

## Personer
Yui Hirasawa (平沢 唯 Hirasawa Yui): Til at starte med er Yui meget nervøs og indadvendt, men som handlingsforløbet skrider frem bliver hun den mest udadvendte af dem alle. Yui elsker at spise kage og dette tager alt for ofte overhånd i den lille klub, så de ikke får spillet noget musik. Yui er ikke særlig ansvarsbevidst og har svært ved at håndtere flere ting på en gang. Desuden hader Yui omskiftelige vejrforhold således, at når det er varm lægger hun sig på gulvet og prøver desperat at få vejret i heden, og når det er koldt, ligger hun under tæpperne og prøver at få varmen. Dog er det godt, at hun har hendes lillesøster til at passe på hende. Hendes lillesøster Ui Hirazawa er meget ansvarsfuld og elsker hendes søster over alt på hele jorden. Dog gør dette også, at Ui gør alle tingene for sin storesøster Yui, og dermed lærer Yui ikke at tage ansvar for sig selv. Yui spiller guitar,
Tsumugi Kotobuki (琴吹 紬 Kotobuki Tsumugi): Mugi er den rige pige i gruppen. Det er hende, der står for de lækre kager og andre gode sager, de medbringer i klubben. Hvor end pigerne går, er der altid nogen der ved, hvem Mugis far er, og derfor får de rabat på trods af, at Mugi helst ikke vil kendes som den rige pige. I mange situationer ser man, at Mugi gerne vil anerkendes som de andre i gruppen. F.eks. er der en episode, hvor Mugi bliver sur over, at hun aldrig bliver slået ligesom en anden fra gruppen, Ritsu. Mugi vil gerne opleve verden fra samme vinkel som de andre og elsker, når hun er med de andre i byen, fordi hun kommer steder hun aldrig selv har været, så som noget der minder om en 10-kroners butik. Mugi spiller keyboard.
Mio Akiyama (秋山 澪 Akiyama Mio): Mio ligner udadtil en meget selvsikker pige, men når hun bliver konfronteret de utallige ting, som hun frygter, har hun en tendens til at krybe ned i et hjørne og stirre nærmest bevidstløst ud i luften. Mio er meget bange for at være den, der er forrest, og denne skræk bliver i den grad sat på prøve, da hun skal være forsanger for bandet, da Yui stemme er gået i stykker. Dog vågner Mio op til dåd, når det endelig gælder, og er lige ved at komme over sin sceneskræk, da hun falder på scenen, og alle kan se hendes undertøj. Mio er barndomsvenner med Ritsu og spiller bas i bandet.
Ritsu Tainaka (田井中 律 Tainaka Ritsu): Ritsu er den klassiske drengepige. Hun elsker at lave jokes med folk og især med Mio. Hun sætter utallige gange Mios nerver på prøve og får en ny bule for hver gang. Ritsu er lige så doven som Yui, og netop derfor ender det ofte med, at de slutter sig sammen om ikke at lave noget. Ritsu er trommeslageren i bandet, og det bliver ofte fremhævet, at hun slår for hårdt på trommerne. Hun er klubbens formand og den der fik hevet de andre ind i den for at redde den.
Azusa Nakano (中野 梓 Nakano Azusa): Azusa er et år yngre end de andre og går i samme klasse som Ui. Azusa sluttede sig til bandet, fordi hun var fascineret af deres flotte forestilling til skolefestivallen. Dog er hun meget skeptisk overfor de andre i bandet. Det er ofte hende og Mio, der må få de andre med til at øve. Dog lykkes dette ikke altid, og Azusa må give op, og ender til tider med at være den der leger mest af dem alle. Azusa er også guitarist, og i sammenligning med Yui er hun langt mere erfaren. Dette gør det til en opgave for Yui, da hun er nødt til at opføre sig som den ældste.

## Manga
| Bind | Udgivet            | ISBN                   |
| ---- | ------------------ | ---------------------- |
| 1    | 26. april 2008     | ISBN 978-4-8322-7693-2 |
|      |                    |                        |
| 2    | 26. februar 2009   | ISBN 978-4-8322-7781-6 |
|      |                    |                        |
| 3    | 18. december 2009  | ISBN 978-4-8322-7869-1 |
|      |                    |                        |
| 4    | 27. september 2010 | ISBN 978-4-8322-7943-8 |
|      |                    |                        |

| Bind | Titel                                            | Udgivet            | ISBN                   |
| ---- | ------------------------------------------------ | ------------------ | ---------------------- |
| -    | K-On! College (けいおん! college Keion! college) | 27. september 2012 | ISBN 978-4-8322-4196-1 |
|      |                                                  |                    |                        |

| Bind | Titel                                                     | Udgivet          | ISBN                   |
| ---- | --------------------------------------------------------- | ---------------- | ---------------------- |
| -    | K-On! Highschool (けいおん! highschool Keion! highschool) | 27. oktober 2012 | ISBN 978-4-8322-4209-8 |
|      |                                                           |                  |                        |